# Ребров, Сергей Станиславович
Серге́й Станисла́вович Ребро́в (укр. Сергій Станіславович Ребров; род. 3 июня 1974[…], Горловка, Донецкая область) — украинский футболист, нападающий и футбольный тренер и функционер. С 7 июня 2023 года — главный тренер сборной Украины. С 25 января 2024 года — вице-президент Украинской ассоциации футбола. 
Ближе к окончанию карьеры футболиста больше играл на позиции атакующего полузащитника. Бо́льшую часть карьеры провёл в «Динамо» (Киев) (1992—2000 и 2005—2008). Победитель трёх чемпионатов: украинского (девятикратный), турецкого и российского. Выступал в английской Премьер-лиге. Играл за сборную Украины. Карьеру профессионального футболиста закончил в 2009 году. Стал первым игроком, забившим в чемпионате Украины сто голов, а также первым, кому удалось стать чемпионом Украины и обладателем Кубка Украины в одном сезоне в качестве игрока и тренера.
Чемпион мира (2005) и Европы (2003) по радиоспорту, позывные Сергея Реброва — UT5UDX (на Украине) и 5B4AMM, P3X (на Кипре).

## Клубная карьера
Взрослую футбольную карьеру Ребров начинал в донецком «Шахтёре». В сезоне 1991/92 он сыграл 26 матчей и забил 12 мячей. В августе 1992 года после удачного сезона нападающий перешёл «Динамо» (Киев).
В футболке столичной команды Ребров провёл восемь сезонов. С 1997 по 1999 год вместе с одноклубником Андреем Шевченко, составлял эффективный атакующий тандем. С «Динамо» Ребров взял восемь чемпионств и шесть Кубков Украины. Три раза он признавался лучшим футболистом страны. В период между 1992 и 2000 годами забил 93 гола в 189 матчах Высшей лиги и 18 голов в 35 матчах за Кубок Украины. Ребров также забил несколько ключевых голов в европейских соревнованиях, в частности в Лиге чемпионов сезонов 1997/98 и 1998/99, когда команда дошла до полуфинала турнира, включая знаменитый гол против «Барселоны» с острого угла. В 1999 году после ухода Шевченко в «Милан» стал единоличным лидером атаки в «Динамо».
В июне 2000 года перешёл в «Тоттенхэм Хотспур» за 11 миллионов фунтов стерлингов. Первый гол забил в дебютной игре против «Ипсвича». В поединке 4-го тура против «Эвертона» отметился дублем. В сезоне 2000/01 Ребров провёл 36 матчей во всех турнирах и был твёрдым игроком основы, забив 12 голов, один из которых — в дерби против «Арсенала», но после увольнения Джорджа Грэма в марте 2001 года не смог найти общего языка с новым тренером Гленном Ходдлом. Ребров сперва был отдан в аренду в «Фенербахче», с которым стал чемпионом Турции, а затем ушёл в «Вест Хэм Юнайтед». В Англии Реброва включали в различные списки худших приобретений английских клубов: в 2007 году The Times включила Реброва в список 50 худших футболистов, выступавших в Премьер-лиге, в 2009 году Daily Mail поставил Реброва на 10-е место в списке худших выступлений нападающих в английских клубах.
1 июня 2005 года Ребров стал свободным агентом после отказа продлить контракт и спустя некоторое время подписал контракт с киевским «Динамо». В столичном клубе он сыграл три сезона, успев стать чемпионом страны, а также обладателем Кубка и Суперкубка. Благодаря успехам в национальном чемпионате стал первым футболистом, забившим 100 мячей в высшей лиге чемпионата Украины — его снова пригласили в национальную сборную, в том числе на игры чемпионата мира 2006 года в Германии, где он отметился зрелищным дальним результативным ударом в матче с Саудовской Аравией; на том турнире украинцы дошли до 1/4 финала, что стало лучшим результатом в истории команды.

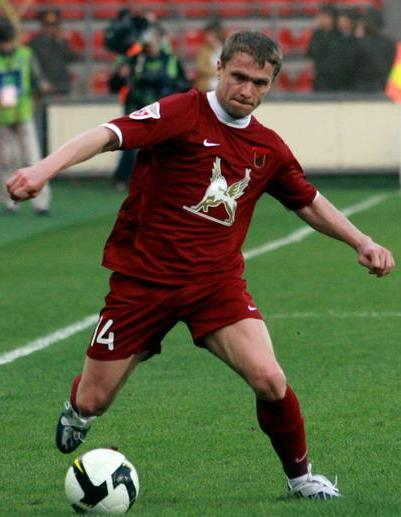
Ребров в составе «Рубина»

В феврале 2008 года Ребров подписал контракт с российским клубом «Рубин» (контракт с киевским «Динамо» действовал до мая). Вскоре «Рубин» выкупил трансфер у киевлян за 1 млн долл., после чего футболист смог начать играть за казанский клуб с марта 2008 года.
5 апреля Ребров дебютировал в чемпионате России, выйдя на замену на 60-й минуте матча 4-го тура «Рубин» — «Томь» (2:1). Поначалу Ребров играл «под нападающими», но на этой позиции у него не всё получалось, и позже главный тренер Бердыев перевёл его на позицию левого полузащитника. На этой позиции у него стали получаться и передачи, и голы. 10 августа в матче 17-го тура Ребров забил свой первый гол в премьер-лиге в ворота «Зенита», действующего чемпиона страны. В первом сезоне Ребров сыграл 24 матча из 32 командных, забил 5 мячей, несколько из которых оказались решающими во встречах с конкурентами за первое место в чемпионате. В составе «Рубина» он стал чемпионом России.
24 июня 2009 года было объявлено о переходе Реброва в киевский «Арсенал», но за этот клуб Ребров так и не сыграл — стороны не договорились об условиях контракта. 20 июля 2009 года Сергей Ребров объявил о завершении карьеры профессионального футболиста. В тот же день был назначен ассистентом тренера дубля ФК «Динамо» Киев.

## Выступления за сборную
За национальную сборную Украины Сергей Ребров дебютировал 27 июня 1992 года в матче против сборной США в Нью-Джерси (0:0). 31 августа 1996 года забил первый гол — в гостевом матче против Северной Ирландии (1:0).
Во время квалификации к чемпионату мира 1998 забил 3 мяча, сборная заняла 2-е место в группе, но уступила в плей-офф сборной Хорватии (3:1).
Отборочный турнир Евро-2000 Ребров закончил с четырьмя забитыми мячами, став лучшим бомбардиром команды. Однако на стадии плей-офф команда проиграла сборной Словении и не сумела попасть на Чемпионат Европы 2000 года.
На чемпионате мира 2006 года в Германии провёл четыре матча, отметился дальним результативным ударом в поединке группового турнира против сборной Саудовской Аравии. Забил пенальти в послематчевой серии в матче 1/8 финала против Швейцарии, чем помог сборной Украины попасть в 1/4 финала. Последний матч за сборную провел 6 сентября 2006 года против Грузии (3:2).
Всего за национальную сборную сыграл 75 матчей и забил 15 голов.

## Тренерская карьера

### «Динамо» (Киев)
В день завершения карьеры футболиста был назначен ассистентом тренера дубля киевского «Динамо».
В конце сентября 2012 года Ребров стал ассистентом нового главного тренера киевского «Динамо» — Олега Блохина — уже в основной команде. Спустя некоторое время, в результате ротаций тренерского штаба, занял освободившееся место помощника, а сразу после ухода Блохина стал исполняющим обязанности главного тренера. 15 мая 2014 года выиграл с командой Кубок Украины, и 18 мая был официально назначен главным тренером «Динамо».

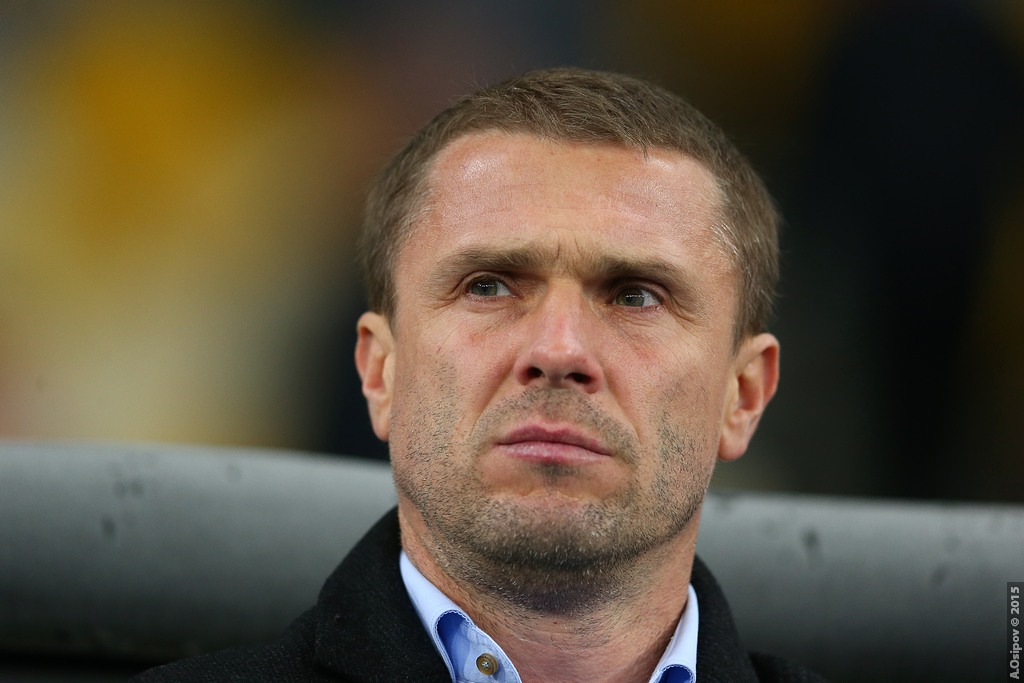
Сергей Ребров в качестве главного тренера «Динамо» (Киев), 2015 год

17 мая 2015 года команда под руководством Реброва обыграла на своём поле «Днепр» (1:0), что позволило «Динамо» за два тура до конца завоевать первый с 2009 чемпионский титул (более того, команда сумела завершить сезон, не потерпев ни одного поражения), а уже 4 июня его команда в финале Кубка Украины в серии пенальти одержала победу над донецким «Шахтёром». Помимо этого «Динамо» дошло до четвертьфинала Лиги Европы, где по сумме двух матчей уступило «Фиорентине».
Сыграв в 6-м туре чемпионата Украины 2015/16 с луганской «Зарёй» 0:0, «Динамо» под руководством Реброва превзошло клубный рекорд в чемпионатах страны (СССР/Украина), достигнутый ранее Валерием Лобановским, составлявший серию из 33 матчей без поражений. Также в этом сезоне «Динамо» впервые со времён Лобановского сумело выйти в плей-офф Лиги чемпионов. Соперниками «Динамо» в 1/8 финала стал английский «Манчестер Сити», который в Киеве обыграл подопечных Реброва со счётом 1:3, а в Манчестере сыграл вничью 0:0. «Динамо» удалось отстоять чемпионский титул на Украине, вновь завоевав его досрочно.
31 мая 2017 года, на пресс-конференции после матча с «Черноморцем» Ребров заявил, что не будет продлевать контракт с клубом.

### «Аль-Ахли» (Джидда)
21 июня 2017 года Ребров возглавил тренерский штаб клуба из Саудовской Аравии «Аль-Ахли» (Джидда). По итогам сезона работы, привёл клуб к серебряным медалям чемпионата Саудовской Аравии и вывел команду в плей-офф азиатской Лиги чемпионов.

### «Ференцварош»
22 августа 2018 года стал главным тренером венгерского «Ференцвароша», с которым в сезоне 2018/19 выиграл чемпионство, которое стало юбилейным тридцатым в истории, что позволило клубу разместить над эмблемой третью звезду, а также, команда, преодолев квалификационные игры, впервые за 15 лет пробилась в групповой этап еврокубков. В Лиге Европы УЕФА команда заняла 3-е место в группе.
В сезоне 2019/20 Ребров повторно привёл «Ференцварош» к чемпионству, став первым тренером-легионером венгерского первенства, которому удалось дважды стать чемпионом. Также, пройдя четыре раунда квалификации, команда впервые за 25 лет попала в групповой этап Лиги чемпионов УЕФА. По итогам сезона 2020/21 в третий раз подряд привёл «Ференцварош» к чемпионству.
4 июня 2021 года руководство «Ференцвароша» объявил об уходе Реброва с поста главного тренера клуба.

### «Аль-Айн»
7 июня 2021 года возглавил клуб из Объединённых Арабских Эмиратов «Аль-Айн». В сезоне 2021/22 сумел выиграть чемпионат и Кубок лиги ОАЭ. 27 мая 2023 года «Аль-Айн» официально сообщил, что Ребров покидает свой пост — его контракт действовал до конца сезона.

### Сборная Украины
7 июня 2023 года возглавил сборную Украины, заключив контракт до 2026 года. В первой игре под руководством Реброва сборная 12 июня сыграла вничью 3:3 с командой Германии, для «бундестим» этот матч стал юбилейным 1000-м в истории.
В отборочном турнире на чемпионат Европы 2024 года в группе С с Англией, Италией, Мальтой и Северной Македонией, команда заняла 3-е место и попала в стыковые матчи, в первой игре этапа плей-офф обыграла сборную Боснии и Герцеговины (2:1), а в решающем матче победила сборную Исландии (2:1) и прошла в финальную часть турнира. На чемпионате Европы в группе Е с Бельгией, Словакией и Румынией украинская национальная команда, набрав четыре очка, заняла последнее место в группе из-за худшей разницы забитых и пропущенных мячей при равенстве баллов у всех сборных в квартете, став первой сборной в истории Евро, вылетевшей с последнего места в группе, имея 4 балла.

## Достижения

### В качестве игрока
«Динамо» (Киев)
- Чемпион Украины (9): 1992/93, 1993/94, 1994/95, 1995/96, 1996/97, 1997/98, 1998/99, 1999/2000, 2006/07
- Обладатель Кубка Украины (8): 1992/93, 1995/96, 1997/98, 1998/99, 1999/00, 2005/06, 2006/07
- Обладатель Суперкубка Украины: 2006
- Обладатель Кубка чемпионов Содружества (3): 1996, 1997, 1998

«Фенербахче»
- Чемпион Турции: 2003/04

«Рубин»
- Чемпион России: 2008

Сборная Украины
- Четвертьфиналист Чемпионата мира по футболу: 2006

### Личные
- Украинский футболист года (2): 1996, 1998
- Футболист года в чемпионате Украины (3): 1998, 2000, 2006
- Лучший бомбардир чемпионата Украины: 1998
- Лучший бомбардир Лиги чемпионов: 1999/00 (с учётом квалификационных игр)
- Член клуба Олега Блохина: (219 забитых мячей)[29]
- Первый игрок, забивший 100 мячей в высшем дивизионе Украины. Его именем назван символический Клуб Сергея Реброва, куда входят игроки, забившие трёхзначное число мячей в украинском чемпионате
- Лучший игрок Кубка Первого канала: 2008
- Один из четверых игроков, забивавших в пяти матчах Лиги чемпионов подряд (сезон 1997/98)[30]
- Мастер спорта Украины международного класса
- Заслуженный мастер спорта Украины

### В качестве тренера
«Динамо» (Киев)
- Чемпион Украины (2): 2014/15, 2015/16
- Обладатель Кубка Украины (2): 2013/14, 2014/15
- Обладатель Суперкубка Украины: 2016

«Ференцварош»
- Чемпион Венгрии (3): 2018/19, 2019/20, 2020/21

«Аль-Айн»
- Чемпион ОАЭ: 2021/22
- Обладатель Кубка лиги ОАЭ: 2021/22

### Личные
- 50 лучших тренеров мира (журнал FourFourTwo): 2015 — 33 место[31], 2016 — 35 место[32]
- Тренер сезона на Украине[укр.] (2): 2014/15, 2015/16[33]
- Лучший тренер сезона в Венгрии (2): 2019/20[34], 2020/21[35]
- Тренер десятилетия в «Ференцвароше»: 2020[36]
- Лучший тренер сезона в ОАЭ: 2021/22[37]

### Награды
- Кавалер Ордена «За заслуги» ІІ степени (2020)[38]
- Кавалер Ордена «За заслуги» ІІІ степени (1999)[39]
- Кавалер Ордена «За мужество» III степени (2006)[40]

## Статистика выступлений

### Клубная
| Выступление       | Выступление      | Выступление      | Лига  | Лига  | Кубок | Кубок | Суперкубок | Суперкубок | Еврокубки | Еврокубки | Итого | Итого |
| Клуб              | Лига             | Сезон            | Игры  | Голы  | Игры  | Голы  | Игры       | Голы       | Игры      | Голы      | Игры  | Голы  |
| ----------------- | ---------------- | ---------------- | ----- | ----- | ----- | ----- | ---------- | ---------- | --------- | --------- | ----- | ----- |
| Шахтёр (Донецк)   | Высшая лига      | 1991             | 7     | 2     | 3     | 1     | 0          | 0          | 0         | 0         | 10    | 3     |
| Шахтёр (Донецк)   | Высшая лига      | 1992             | 19    | 12    | 6     | 1     | 0          | 0          | 0         | 0         | 25    | 13    |
| Шахтёр (Донецк)   | Итого            | Итого            | 26    | 14    | 9     | 2     | 0          | 0          | 0         | 0         | 35    | 16    |
| Динамо (Киев)     | Высшая лига      | 1992/93          | 23    | 5     | 6     | 3     | 0          | 0          | 2         | 0         | 31    | 8     |
| Динамо (Киев)     | Высшая лига      | 1993/94          | 10    | 2     | 1     | 0     | 0          | 0          | 2         | 1         | 13    | 3     |
| Динамо (Киев)     | Высшая лига      | 1994/95          | 24    | 8     | 6     | 1     | 0          | 0          | 7         | 1         | 37    | 10    |
| Динамо (Киев)     | Высшая лига      | 1995/96          | 31    | 9     | 5     | 1     | 0          | 0          | 2         | 0         | 38    | 10    |
| Динамо (Киев)     | Высшая лига      | 1996/97          | 30    | 23    | 1     | 0     | 0          | 0          | 4         | 0         | 35    | 23    |
| Динамо (Киев)     | Высшая лига      | 1997/98          | 29    | 23    | 7     | 7     | 0          | 0          | 12        | 9         | 48    | 39    |
| Динамо (Киев)     | Высшая лига      | 1998/99          | 22    | 9     | 5     | 6     | 0          | 0          | 14        | 13        | 41    | 28    |
| Динамо (Киев)     | Высшая лига      | 1999/00          | 20    | 18    | 4     | 2     | 0          | 0          | 16        | 11        | 40    | 31    |
| Динамо (Киев)     | Итого            | Итого            | 189   | 97    | 35    | 20    | 0          | 0          | 59        | 35        | 283   | 152   |
| Тоттенхэм Хотспур | Премьер-лига     | 2000/01          | 29    | 9     | 7     | 3     | 0          | 0          | 0         | 0         | 36    | 12    |
| Тоттенхэм Хотспур | Премьер-лига     | 2001/02          | 30    | 1     | 9     | 2     | 0          | 0          | 0         | 0         | 39    | 3     |
| Тоттенхэм Хотспур | Итого            | Итого            | 59    | 10    | 16    | 5     | 0          | 0          | 0         | 0         | 75    | 15    |
| Фенербахче        | Суперлига        | 2002/03          | 13    | 2     | 0     | 0     | 0          | 0          | 0         | 0         | 13    | 2     |
| Фенербахче        | Суперлига        | 2003/04          | 25    | 2     | 3     | 1     | 0          | 0          | 0         | 0         | 28    | 3     |
| Фенербахче        | Итого            | Итого            | 38    | 4     | 3     | 1     | 0          | 0          | 0         | 0         | 41    | 5     |
| Вест Хэм Юнайтед  | Премьер-лига     | 2004/05          | 27+4  | 1+1   | 2     | 0     | 0          | 0          | 0         | 0         | 33    | 2     |
| Вест Хэм Юнайтед  | Итого            | Итого            | 27+4  | 1+1   | 2     | 0     | 0          | 0          | 0         | 0         | 33    | 2     |
| Динамо (Киев)     | Высшая лига      | 2005/06          | 27    | 14    | 5     | 1     | 1          | 0          | 1         | 0         | 34    | 15    |
| Динамо (Киев)     | Высшая лига      | 2006/07          | 17    | 6     | 2     | 0     | 1          | 0          | 7         | 2         | 27    | 8     |
| Динамо (Киев)     | Высшая лига      | 2007/08          | 9     | 1     | 2     | 0     | 0          | 0          | 5         | 1         | 16    | 2     |
| Динамо (Киев)     | Итого            | Итого            | 53    | 21    | 9     | 1     | 2          | 0          | 13        | 3         | 77    | 25    |
| Рубин             | Премьер-лига     | 2008             | 24    | 5     | 1     | 0     | 0          | 0          | 0         | 0         | 25    | 5     |
| Рубин             | Премьер-лига     | 2009             | 7     | 0     | 0     | 0     | 1          | 0          | 0         | 0         | 8     | 0     |
| Рубин             | Итого            | Итого            | 31    | 5     | 1     | 0     | 1          | 0          | 0         | 0         | 33    | 5     |
| Всего за карьеру  | Всего за карьеру | Всего за карьеру | 423+4 | 152+1 | 75    | 29    | 2          | 0          | 72        | 38        | 576   | 220   |

### В сборной
| Украина | 1992  | 1  | 0  |
| Украина | 1993  | 3  | 0  |
| Украина | 1994  | -  | -  |
| Украина | 1995  | -  | -  |
| Украина | 1996  | 5  | 1  |
| Украина | 1997  | 10 | 3  |
| Украина | 1998  | 5  | 4  |
| Украина | 1999  | 10 | 4  |
| Украина | 2000  | 5  | 0  |
| Украина | 2001  | 8  | 0  |
| Украина | 2002  | 7  | 1  |
| Украина | 2003  | 7  | 0  |
| Украина | 2004  | 4  | 0  |
| Украина | 2005  | 3  | 1  |
| Украина | 2006  | 7  | 1  |
| Всего   | Всего | 75 | 15 |

### Тренерская статистика
| Команда         | Страна                 | Начало работы   | Завершение работы | Показатели | Показатели | Показатели | Показатели | Показатели | Показатели | Показатели | Показатели |
| Команда         | Страна                 | Начало работы   | Завершение работы | М          | В          | Н          | П          | МЗ         | МП         | РМ         | % побед    |
| --------------- | ---------------------- | --------------- | ----------------- | ---------- | ---------- | ---------- | ---------- | ---------- | ---------- | ---------- | ---------- |
| Динамо Киев     | Флаг Украины           | 17 апреля 2014  | 31 мая 2017       | 137        | 94         | 20         | 23         | 293        | 109        | +184       | 068,61     |
| Аль-Ахли        | Флаг Саудовской Аравии | 1 июля 2017     | 19 апреля 2018    | 38         | 23         | 10         | 5          | 83         | 39         | +44        | 060,53     |
| Ференцварош     | Флаг Венгрии           | 22 августа 2018 | 4 июня 2021       | 133        | 82         | 31         | 20         | 252        | 122        | +130       | 061,65     |
| Аль-Айн         | Флаг ОАЭ               | 6 июня 2021     | 6 июня 2023       | 71         | 44         | 18         | 9          | 154        | 67         | +87        | 061,97     |
| Сборная Украины | Флаг Украины           | 7 июня 2023     |                   | 27         | 13         | 7          | 7          | 42         | 35         | +7         | 048,15     |
| Итого           | Итого                  | Итого           | Итого             | 406        | 256        | 86         | 64         | 824        | 372        | +452       | 063,05     |

Данные на 11 июня 2025 года

## Личная жизнь
Ребров был в браке два раза. Первую супругу зовут Людмила. Они поженились в 1998 году. Через год жена родила сына Дмитрия.
Вторую жену зовут Анна. В браке с ней родилось ещё два сына: Саша (2016) и Никита (2018).